# Je me dis que toi aussi
Je me dis que toi aussi est un single du groupe Boulevard des Airs sorti en 2018.
La chanson reçoit la Victoire de la chanson originale lors de la 34e cérémonie des Victoires de la musique.

## Classements hebdomadaires
| Classement (2019-20)                    | Meilleure position |
| --------------------------------------- | ------------------ |
| Belgique (Wallonie Ultratop 50 Singles) | 22                 |
| France (SNEP)                           | 101                |